# Templeton College
Das Templeton College war ein konstituierendes College der University of Oxford in England. Es war ein reines Absolventen-College, wo man sich verstärkt auf die Anwerbung von Studenten in Betriebswirtschaftslehre konzentrierte.
Das College wurde 1965 als Oxford Centre for Management Studies gegründet. Dann wurde es 1985 als Folge einer Spende von Sir John Templeton, die er zu Ehren seiner Eltern, Harvey Maxwell und Vella Handly Templeton, tätigte, zum Templeton College umbenannt. Ursprünglich als eine "Society of Entitlement" in der Universität begann das Templeton College 1984 Studenten aufzunehmen. Erst durch eine Royal Charter wurde es 1995 ein konstituierendes College der University of Oxford. Im November 2005 übertrug das College seine exekutive Bildungsaufgabe an die Saïd Business School.
Am 26. Februar 2007 wurden zwei Bomben an dem Templeton College gefunden. Es wird vermutet, dass Tierrechtler dafür verantwortlich waren.
Am 3. Juli 2007 wurde angekündigt, dass das Green College mit dem Templeton College am 1. Oktober 2008 zum Green Templeton College mit dem alten Standort des Green Colleges zusammengelegt werden sollte. Der ehemalige Standort des Colleges im Egrove Park in Kennington (Oxfordshire) im Süden von Oxford wird von der Saïd Business School als Executive Education Centre genutzt